# Luchthaven Koltsovo

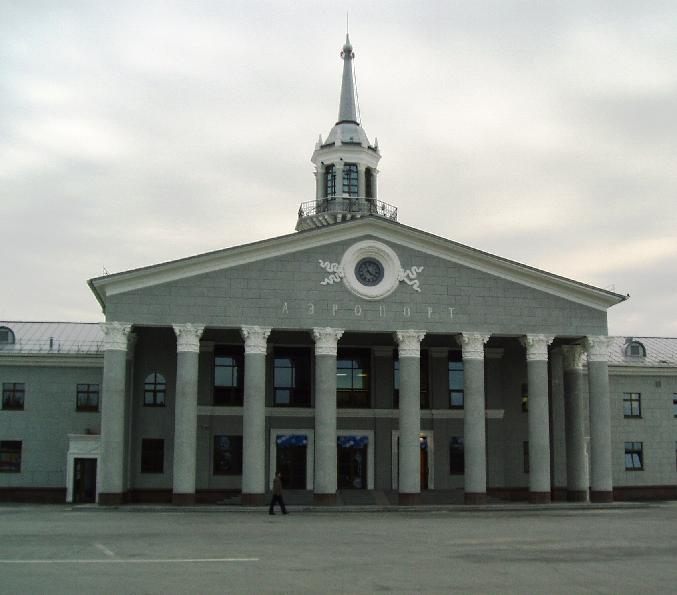
Een van de oudere luchthavengebouwen

Luchthaven Koltsovo (Russisch: Аэропорт Кольцово) of Jekaterinenburg airport is de grootste internationale luchthaven van de Oeral. De luchthaven ligt in het uiterste zuidoosten van het Jekaterinenburgse district Oktjabrski op 16 km ten zuidoosten van het centrum van de stad Jekaterinenburg en 1,5 kilometer van het gelijknamige Jekaterinenburgse microdistrict Koltsovo. Het is de thuisbasis van Ural Airlines en de vrachtmaatschappij Aviacon Air Cargo.
De luchthaven heeft in Rusland de 5e positie na de grote luchthavens uit Moskou en Sint-Petersburg qua aantal passagiers (1.461.070 in 2004) en de 6e naar goederenvervoer (20.958.800 ton). Het is de belangrijkste goederenoverslagplaats van de Oeral en Siberië. In 2006 steeg het aantal passagiers naar 1.764.948, terwijl het goederenvervoer afnam tot 15.519.000 ton als gevolg van hogere heffingen op importgoederen. In 2007 steeg het aantal passagiers met 32,9% tot 2.345.097 (grootste groei van Rusland). Voor 2008 wordt een groei tot 3 miljoen passagiers verwacht, hetgeen volgens voorspellingen moet oplopen tot ongeveer 4 miljoen in 2020.

## Algemene gegevens
Koltsovo is in de eerste plaats een luchthaven voor de burgerluchtvaart, maar er bevindt zich ook een afdeling voor de militaire luchtvaart van het Russische Ministerie van Defensie.
De luchthaven heeft 2 landingsbanen (RWY1: 2500 meter - asfalt en RWY2: 3012 meter - beton) en 1 in aanbouw. De bouw van de derde landingsbaan, die werd aangekondigd in 2006, moet twee jaar in beslag nemen en af zijn voor een bijeenkomst van de Sjanghai-samenwerkingsorganisatie in 2009. De baan moet ongeveer 3000 meter lang worden en daarmee geschikt zijn voor alle soorten vliegtuigen. Er zijn 60 parkeerplekken voor vliegtuigen op de luchthaven en de meeste huidige passagiers- en transportvliegtuigen kunnen er landen, zoals de Airbus A320, Boeing 737, Iljoesjin Il-96 en Tupolev Tu-204.
De luchthaven heeft momenteel twee terminals; een voor internationale (geopend in 2006) en een voor binnenlandse vluchten (geopend in 2007). Op de plek van de oude terminal wordt momenteel een nieuwe internationale terminal gebouwd, die moet worden verbonden met de huidige internationale terminal en de capaciteit van de luchthaven moet vergroten tot 7 a 8 miljoen passagiers per jaar per 2009. De nieuwe internationale terminal en derde landingsbaan moeten onder alle weersomstandigheden kunnen worden gebruikt voor alle soorten vliegtuigen, inclusief de Boeing 747 en de Airbus A380.
Op de luchthaven bevindt zich een hotel en momenteel wordt een nieuw hotel gebouwd, alsook een terminal voor zakenvluchten. Daarnaast moet er in de nabije toekomst een groot logistiek complex en goederenterminal verrijzen.

## Geschiedenis
De luchthaven werd in 1928 gebouwd als een militaire luchthaven van het onderzoeksinstituut van de Sovjet-Russische Luchtmacht. Op 15 mei 1942 testte Griigori Bachtsjivandzji hier als eerste sovjetvlieger een raketvliegtuig op basis van een vloeistofraket; de Bereznjak-Isajev BI-1. In Russische bronnen wordt deze vlucht vaak als 'eerste vlucht met een raketmotor ter wereld' aangeduid, maar deze vond al plaats in 1928 (de Duitse Lippisch-Ente). Op 24 juni 1943 werd de luchthaven door het hoofd van de luchtmacht van het Rode Leger hernoemd tot Sverdlovsk. Op 10 juli van dat jaar werd het ook een burgervliegveld.
Begin jaren 50 werd via de luchthaven een vlucht opgezet tussen Moskou en Peking. In 1951 werd de landingsbaan aangepast zodat er ook vliegtuigen van meer dan 50 ton konden landen. In oktober 1954 verrees een terminal op de luchthaven, alsook een hotel met 100 bedden, gevolgd door een nieuw hotel (Lajner) met 235 bedden in 1963. In 1967 werd een tweede terminal gebouwd en in 1984 een tweede landingsbaan, waardoor ook Iljoesjin Il-86's konden landen op de luchthaven.
Op 1 januari 1963 werden de luchthaven, de lokale luchtvaartmaatschappij en een aantal andere bedrijven samengevoegd tot een eenheid voor de burgerluchtvaart. Bij de val van de Sovjet-Unie in 1991 werd deze hernoemd tot Eerste Sverdlovsk luchtvaartmaatschappij. Op 5 oktober 1993 kreeg het de status van internationale luchthaven en op 28 december van dat jaar werd de maatschappij geprivatiseerd en opgesplitst in 2 aandelenmaatschappijen: de luchtvaartmaatschappij Ural Airlines (AOOT) en de luchthaven Koltsovo (AOOT, nu OAO).
Sindsdien is de luchthaven bezig om haar status als internationale luchthaven te verstevigen. Sinds de jaren 90 wordt er gewerkt aan het verbeteren van de faciliteiten op de luchthaven. Sinds 2003 wordt gewerkt aan het moderniseren van de luchthaven in 3 stappen. De belangrijkste wijziging is een nieuwe internationale terminal die opende op 16 december 2006 en een capaciteit heeft van 600 passagiers per uur. Deze terminal wordt gezien als de beste van Rusland. Een nieuwe terminal voor binnenlandse vluchten werd geopend op 5 oktober 2007 en is twee maal zo groot als de nieuwe internationale terminal. Daarnaast wordt er ook een nieuw logistiek centrum gebouwd en een grote terminal voor goederenvervoer. De luchthaven heeft ook een eigen catering en een aparte VIP-terminal.
Koltsovo is lid van de Airports Council International (ACI)

## Vervoer van en naar de luchthaven
De luchthaven ligt aan een nieuwe autoweg naar Jekaterinenburg. De luchthaven heeft een busverbinding (lijn 1 en 167) met de stad Jekaterinenburg (centraal station) en met het Koltsovo-treinstation 2 kilometer verderop. Ook marsjroetka's en taxi's rijden op Jekaterinenburg. Jekaterinenburg ligt aan de trans-Siberische spoorlijn.

## Rampen
In de geschiedenis van de luchthaven vonden drie vliegrampen plaats:
- 5 januari 1950 - een Lisoenov Li-2 met het ijshockeyteam van de Sovjet-Russische Luchtmacht VVS MVO Moskou, aan boord stort neer tijdens een zware sneeuwstorm met zware windstoten, nadat het door een vergissing op luchthaven Oektoes (bij Aramil) aanvloog (de radiofrequentie van beide luchthavens lagen erg dicht bij elkaar). Alle 19 inzittenden komen om en worden begraven in een massagraf bij Koltsovo. Het ongeluk wordt angstvallig uit het nieuws gehouden omdat een vliegtuig van de luchtmacht was gebruikt dat hiervoor absoluut niet bedoeld was, maar door de zoon van Stalin, Vasili (die bang was dat zijn vader het te horen zou krijgen) was goedgekeurd. Voor de doden werd later een monument opgericht op het massagraf, waar ze begraven werden.
- 13 maart 1961 - een Tu-104B stort neer op bevroren water tijdens het maken van een noodlanding nadat beide motoren waren uitgevallen. Alle 5 inzittenden komen om.
- 16 november 1967 - tijdens het opstijgen stort een IL-18 neer als gevolg van het weigeren van een van de motoren. Alle 130 inzittenden komen om.
- 7 oktober 1978 - tijdens het opstijgen stort een Jak-40 neer als gevolg van het weigeren van een van de motoren. Alle 38 inzittenden komen om.
- 7 februari 1987 - een An-12TB-transportvliegtuig stort neer
- 13 januari 1989 - een An-12B-transportvliegtuig maakt een mislukte landing nadat de derde en vierde motor uit zijn gevallen. Het vliegtuig stuiterde, maakt een grondzwaai en vloog in brand. Er waren geen doden.